# Finlandia ai Giochi della XIV Olimpiade
La Finlandia partecipò ai Giochi della XIV Olimpiade, svoltisi a Londra, dal 20 luglio al 14 agosto 1948,  
con una delegazione di 129 atleti, di cui 6 donne, impegnati in 16 discipline,
aggiudicandosi 8 medaglie d'oro, 7 medaglie d'argento e 5 medaglie di bronzo.

## Medagliere

### Per discipline
| Sport              | Oro | Argento | Bronzo | Totale |
| ------------------ | --- | ------- | ------ | ------ |
| Ginnastica         | 6   | 2       | 2      | 10     |
| Atletica leggera   | 1   | 2       | 0      | 3      |
| Lotta libera       | 1   | 0       | 0      | 1      |
| Canoa/kayak        | 0   | 1       | 2      | 3      |
| Lotta greco-romana | 0   | 1       | 1      | 2      |
| Tiro               | 0   | 1       | 0      | 1      |
| Totale             | 8   | 7       | 5      | 20     |

### Medaglie
| Medaglia | Atleta | Sport              | Evento                           |
| -------- | --- | ------------------ | -------------------------------- |
| Oro      | Tapio Rautavaara | Atletica leggera   | Lancio del giavellotto maschile  |
| Oro      | Veikko Huhtanen Paavo Aaltonen Kalevi Laitinen Olavi Rove Einari Teräsvirta Heikki Savolainen Aleksanteri Saarvala Sulo Salmi | Ginnastica         | Concorso a squadre maschile      |
| Oro      | Veikko Huhtanen | Ginnastica         | Concorso individuale maschile    |
| Oro      | Paavo Aaltonen | Ginnastica         | Volteggio maschile               |
| Oro      | Heikki Savolainen | Ginnastica         | Cavallo con maniglie             |
| Oro      | Veikko Huhtanen | Ginnastica         | Cavallo con maniglie             |
| Oro      | Paavo Aaltonen | Ginnastica         | Cavallo con maniglie             |
| Oro      | Lenni Viitala | Lotta libera       | Pesi mosca                       |
| Argento  | Erkki Kataja | Atletica leggera   | Salto con l'asta                 |
| Argento  | Kaisa Parviainen | Atletica leggera   | Lancio del giavellotto femminile |
| Argento  | Kurt Wires | Canoa/kayak        | K1 10000 metri maschile          |
| Argento  | Olavi Rove | Ginnastica         | Volteggio maschile               |
| Argento  | Veikko Huhtanen | Ginnastica         | Parallele simmetriche            |
| Argento  | Kelpo Gröndahl | Lotta greco-romana | Pesi medio-massimi               |
| Argento  | Pauli Aapeli Janhonen | Tiro               | Carabina 300 metri tre posizioni |
| Bronzo   | Ture Axelsson Nils Björklöf                                                                                                   | Canoa/kayak        | K2 1000 metri maschile           |
| Bronzo   | Ture Axelsson Nils Björklöf                                                                                                   | Canoa/kayak        | K2 10000 metri maschile          |
| Bronzo   | Paavo Aaltonen | Ginnastica         | Concorso individuale maschile    |
| Bronzo   | Veikko Huhtanen | Ginnastica         | Sbarra                           |
| Bronzo   | Reino Kangasmäki | Lotta greco-romana | Pesi mosca                       |